# Чан Сонхван
Чан Сонхван (кор. 장성환?, 張盛煥?; 27 октября 1920 — 4 января 2015 года, Сеул) — военный и государственный деятель Республики Корея.

## Биография
Родился 27 октября 1920 года в Сеуле.
К 1941 году получил высшее образование на экономическом факультете университета Васэда (Токио, Япония). За последующий год также прошёл обучение в школе военных лётчиков в Гифу. К 1948 закончил офицерскую школу ВВС Кореи. Участвовал в Корейской войне 1950—1953 годов, при этом первым из корейских лётчиков пилотировал истребитель North American P-51 Mustang.
С марта 1957 исполнял обязанности зам. начальника штаба ВВС Кореи по операциям, с августа 1962 — начальник штаба ВВС Южной Кореи.
В 1964 ушёл в отставку с военной службы, после чего занимал посты посла Республики Корея в Таиланде (с октября 1964 по октябрь 1967 года), президента Korean Air (c 1967), президента Корпорации международного туризма (c 1970), министра транспорта Республики Корея (январь — ноябрь 1971), председателя Korea Trade Promotion Corporation (с 1976).
Умер в Сеуле в январе 2015 года, в 94-летнем возрасте, от естественных причин. Похоронен на Тэджонcком национальном кладбище.